# Ośrodek Oporu Jastarnia
Ośrodek oporu Jastarnia – zespół fortyfikacji, mający na celu ochronę Rejonu Umocnionego Hel od strony lądu.

## Historia
W związku z utworzeniem w 1936 Rejonu Umocnionego Hel, zaplanowano zabezpieczenie półwyspu od strony lądu. Wybór padł na okolice Jastarni. Na północ od Jastarni, w miejscu gdzie szerokość półwyspu osiąga ok. 450 metrów, postanowiono ulokować punkt oporu. Punkt miał się głównie opierać na schronach betonowych. Ze względu na pierwszeństwo prac związanych z umiejscowieniem baterii dział, prace rozpoczęto dopiero w 1939. 15 V 1939 rozpoczęto prace fortyfikacyjne. Zakończenie planowano na 15 XI 1939. Wybuch wojny zastał fortyfikacje gotowe do obrony, jednak nie były one w pełni wyposażone (przykładowo: brakowało części uzbrojenia, systemów wentylacyjnych). Prace wykończeniowe trwały przez cały czas  Obrony Wybrzeża. W czasie jej trwania pozycja nie była atakowana.
Po zakończeniu kampanii wrześniowej obszar Ośrodka oporu Jastarnia był dalej utrzymywany przez Niemców w sprawności bojowej. Obiekty służyły jako schrony przeciwlotnicze, oraz jako posterunki obserwacyjne. Przygotowywane były również do obrony w 1945 roku. Przygotowania te polegały na uzupełnieniu ziemnych elementów obrony oraz rowów przeciwpancernych.
Po zakończeniu wojny schrony w dalszym ciągu były przewidywane w planach obronnych. Dopiero w końcu lat siedemdziesiątych zrezygnowano z tych planów. 15 VI 1999 roku decyzją Wojewódzkiego Konserwatora Zabytków Ośrodek Oporu Jastarnia został uznany za zabytek. W 2000 roku fortyfikacje zostały przekazane w zarządzanie cywilne, co umożliwiło powstrzymanie ich dewastacji i przeprowadzenie prac konserwatorskich.

## Schrony
W skład Ośrodka Oporu Jastarnia wchodzą cztery główne schrony oraz schrony lekkie.

### Saragossa
Ciężki schron bojowy, przeznaczony dla broni maszynowej. Grubość ścian zewnętrznych: 100–180 cm. Grubość pancerzy w ścianach 25–120 mm. Grubość kopuły pancernej 180 mm. Obiekt zapewniał ochronę przed uderzeniem pocisku o kalibrze 220 mm, przy jednokrotnym trafieniu w dane miejsce.
Uzbrojenie schronu składało się z dwóch ckm-ów. Jeden był umieszczony w kopule pancernej, z możliwością prowadzenia ognia w sektorze czołowym 190°. Do prowadzenia ognia służyły trzy strzelnice. Zasięg umożliwiał wspieranie sąsiadujących schronów „Sabała” i „Sęp”. Drugi ckm był przeznaczony do prowadzenia ognia skośnego, wzdłuż drogi gruntowej. Dodatkowo obrona mogła być prowadzona przez cztery strzelnice służące do prowadzenia ognia rkm. Wejście do obiektu było bronione przez dwie strzelnice wewnętrzne.
Wyposażenie obiektu zapewniało załodze minimum socjalne. W obiekcie, oprócz pomieszczeń bojowych, znajdowały się: kwatera załogi, magazyn, WC, maszynownia (generatory prądu, filtry powietrza), akumulatorownia. W celu ochrony przed bronią chemiczną w schronie utrzymywane było nadciśnienie.

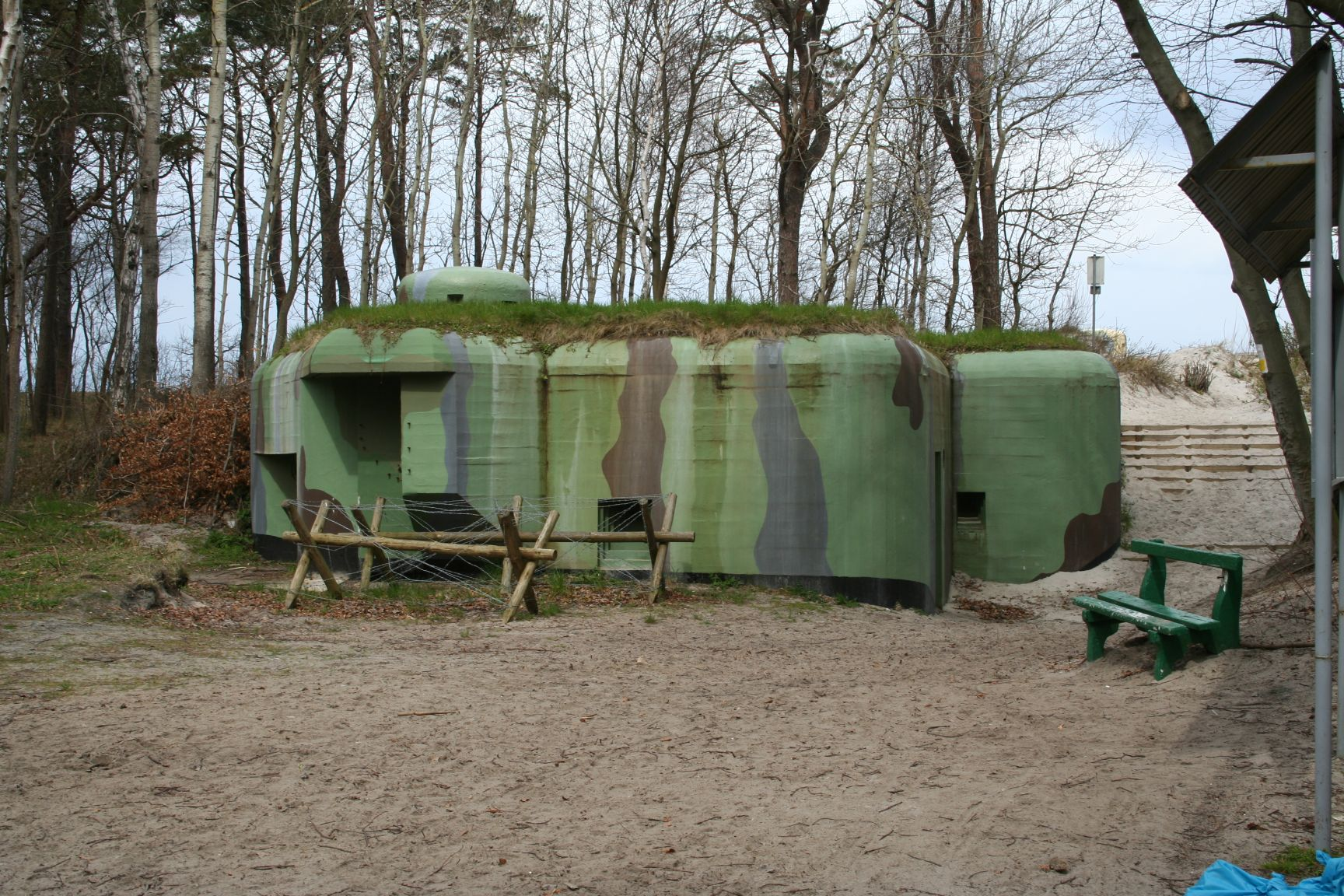
Schron Saragossa
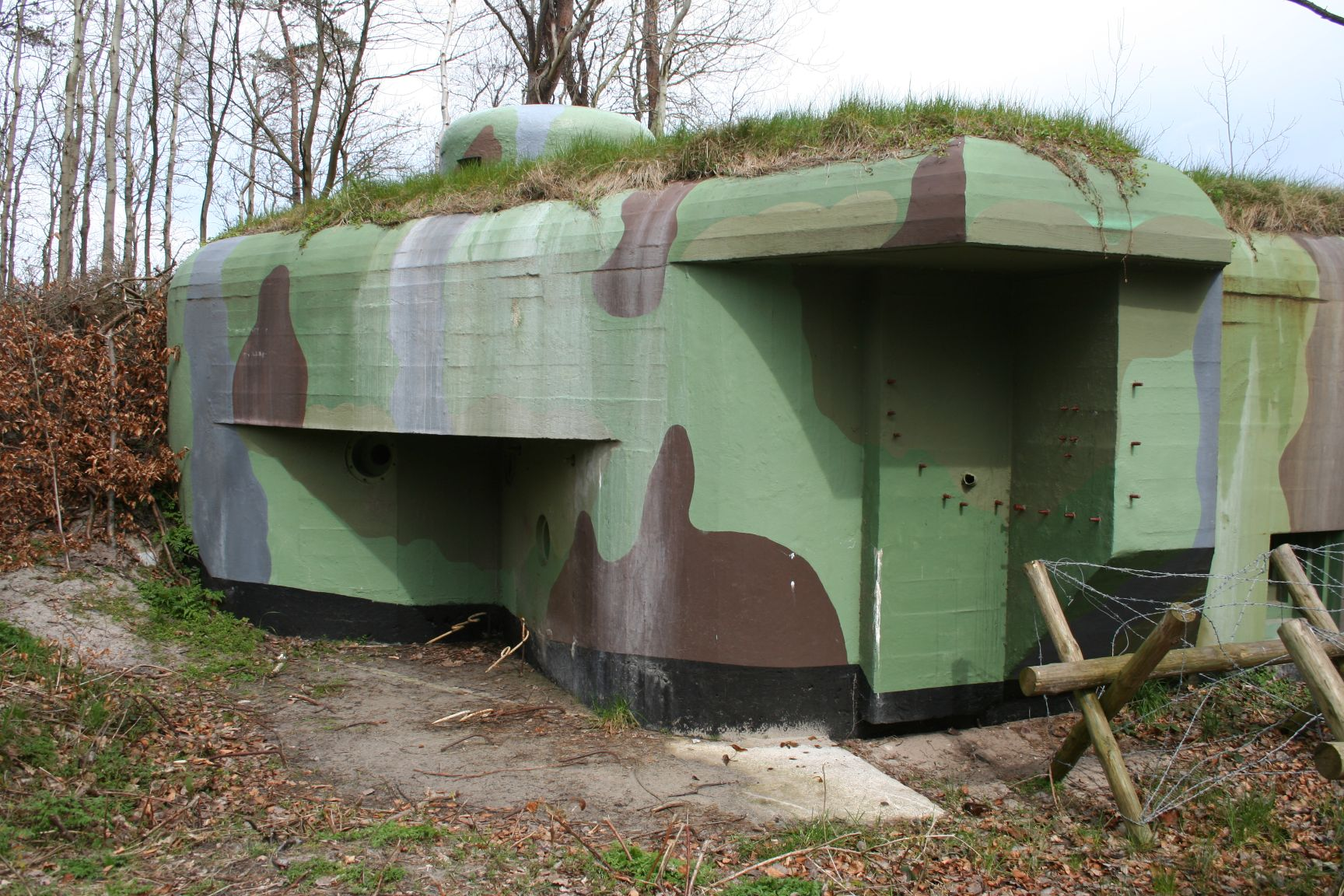
Schron Saragossa – wejście
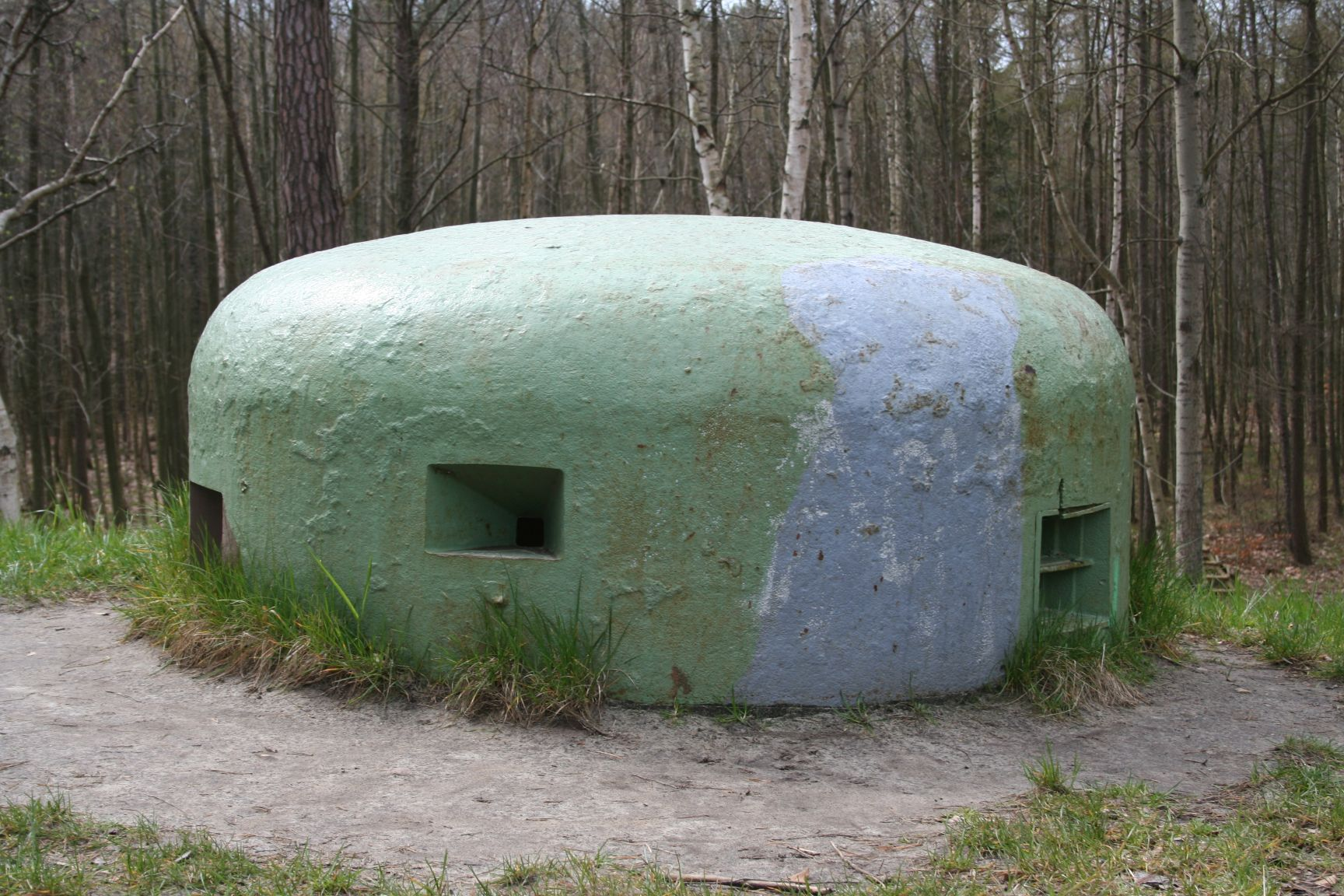
Schron Saragossa – kopuła

### Sęp
Ciężki schron bojowy, przeznaczony dla broni maszynowej. Obiekt został ulokowany na plaży. Wobec takiego położenia schron był bardzo trudny do zamaskowania. Aby zwiększyć odporność obiektu, zastosowano grubsze ściany niż w przypadku pozostałych obiektów. Grubość ścian zewnętrznych: 125–330 cm. Grubość pancerzy w ścianach 25 mm. Grubość kopuły pancernej 180–200 mm. Nie zmieniło to jednak klasy odporności i obiekt zapewniał ochronę przed uderzeniem pocisku o kalibrze 220 mm, przy jednokrotnym trafieniu w dane miejsce.
Uzbrojenie schronu składało się z dwóch ckm-ów. Jeden był umieszczony w kopule pancernej, z możliwością prowadzenia ognia w sektorze czołowym 190°. Do prowadzenia ognia służyły trzy strzelnice. Zasięg umożliwiał wspieranie sąsiadującego schronu „Saragossa”. Drugi ckm był przeznaczony do prowadzenia ognia skośnego, w kierunku morza. Planowano też obiekt wyposażyć w kopułę pancerną z armatą ppanc 37 mm. Do momentu wybuchu wojny kopuła nie została dostarczona na Hel. Obrona okrężna obiektu została zredukowana do minimum i składała się z dwóch strzelnic dla rkm (jeden w kopule pancernej) i zrzutni granatów ręcznych. Dodatkowo w obiekcie znajdowało się miejsce dla moździerza 81 mm. Jednak jego użycie było możliwe po ustawieniu go na zewnątrz obiektu. Wejście do obiektu było bronione przez dwie strzelnice wewnętrzne.
Wyposażenie techniczne jak w przypadku pozostałych obiektów.

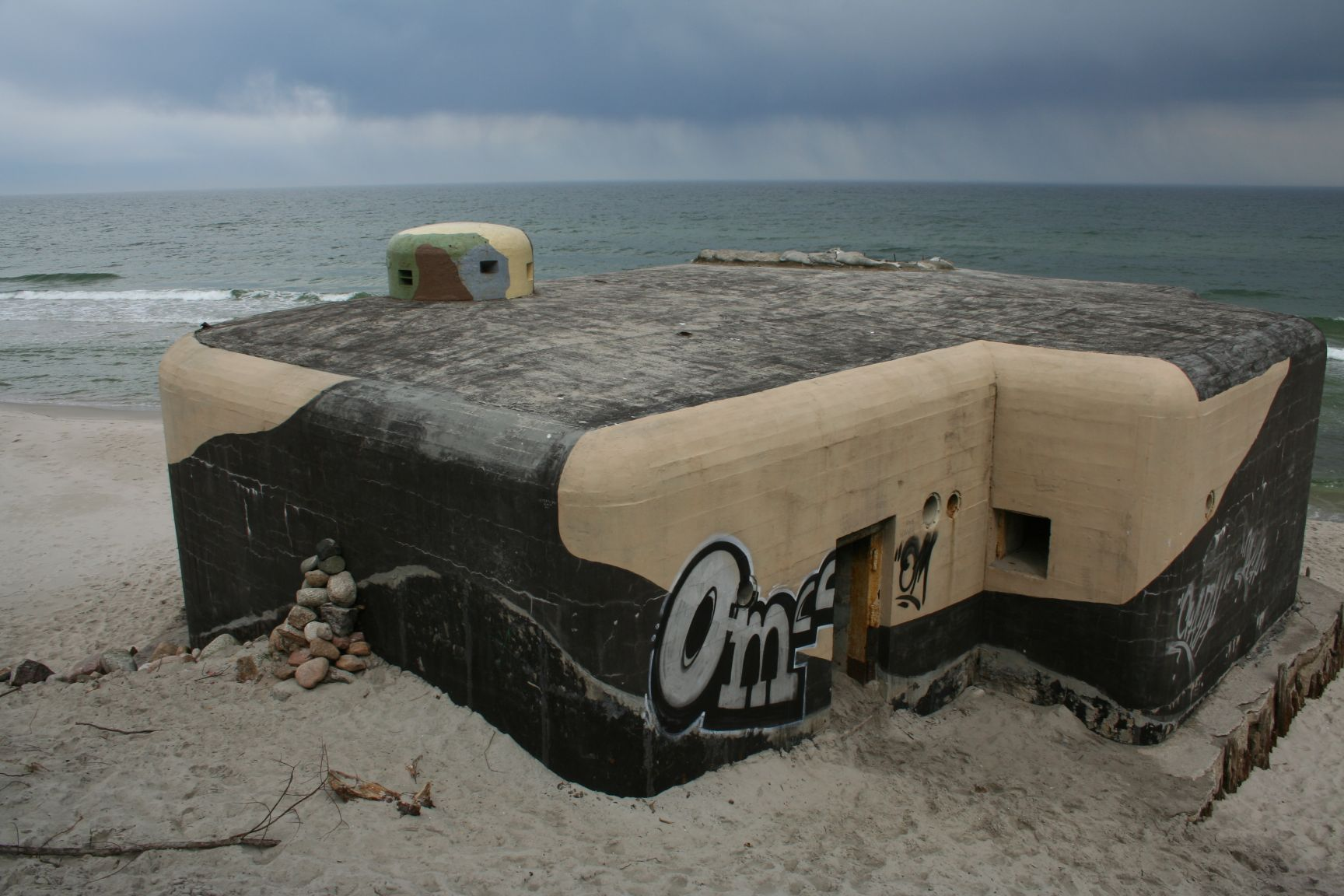
Schron Sęp
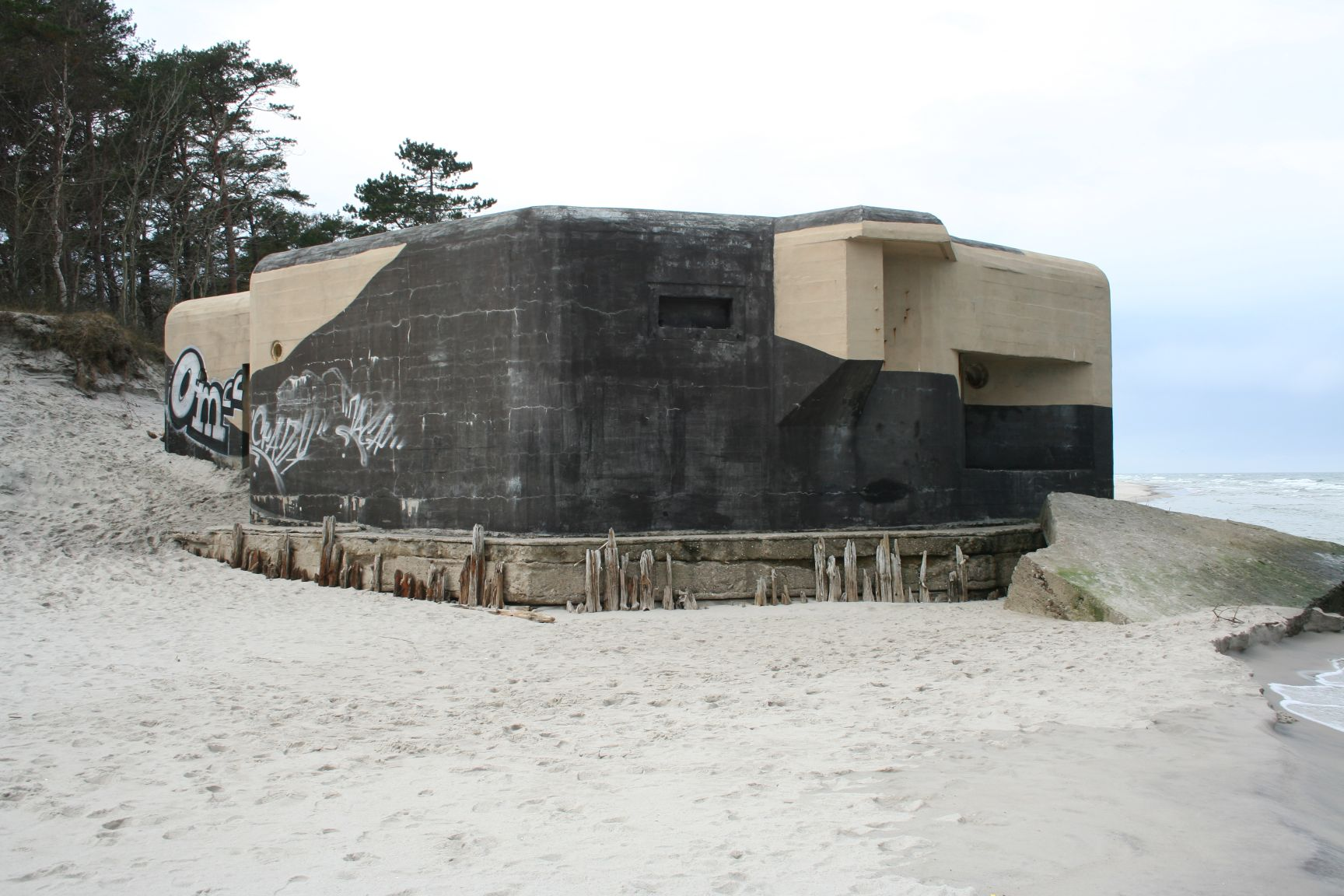
Schron Sęp – wejście
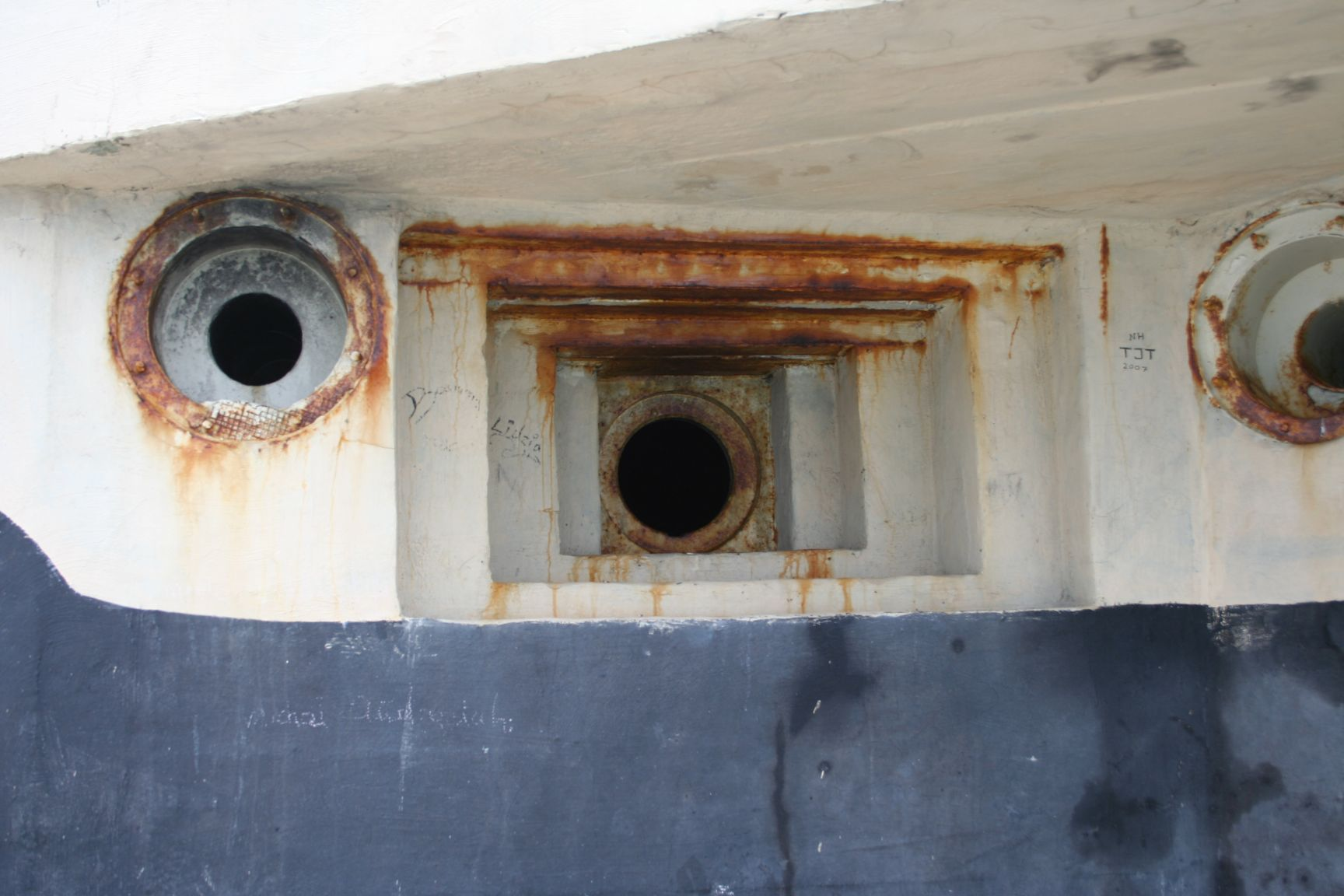
Schron Sęp – strzelnica

### Sabała
Ciężki schron bojowy, przeznaczony dla broni maszynowej. Obiekt ten pełnił jednocześnie funkcję punktu dowodzenia pozycją. Schron został wyposażony analogicznie do „Saragossy”. Powiększono jednak uzbrojenie do 3 ckmów.

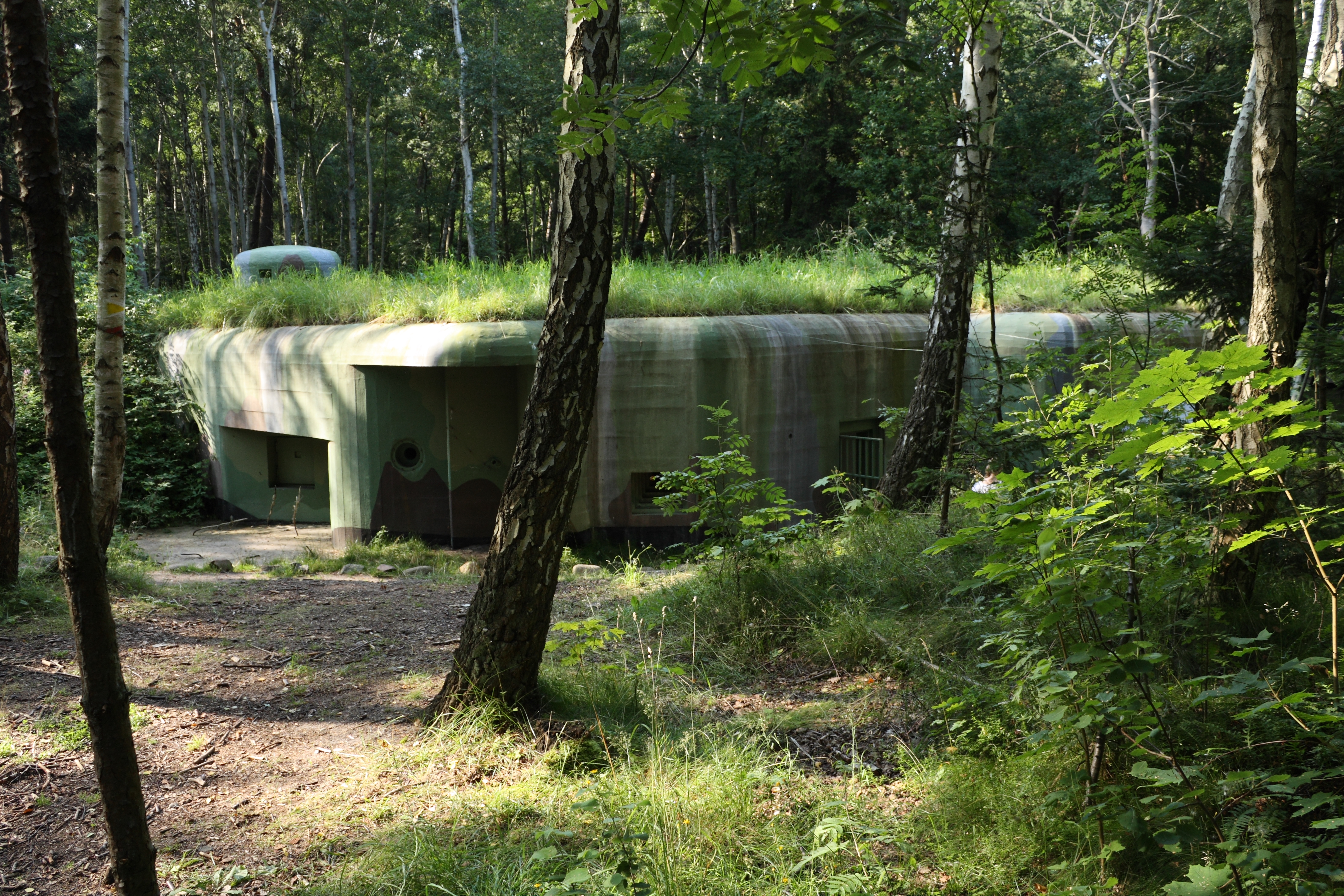
Sabała

### Sokół
Ciężki schron bojowy, przeznaczony dla broni maszynowej. Obiekt podobny do schronu „Sęp”. Schron „Sokół” umieszczony został nad zatoką Pucką i zabezpieczał pozycję od strony plaży.

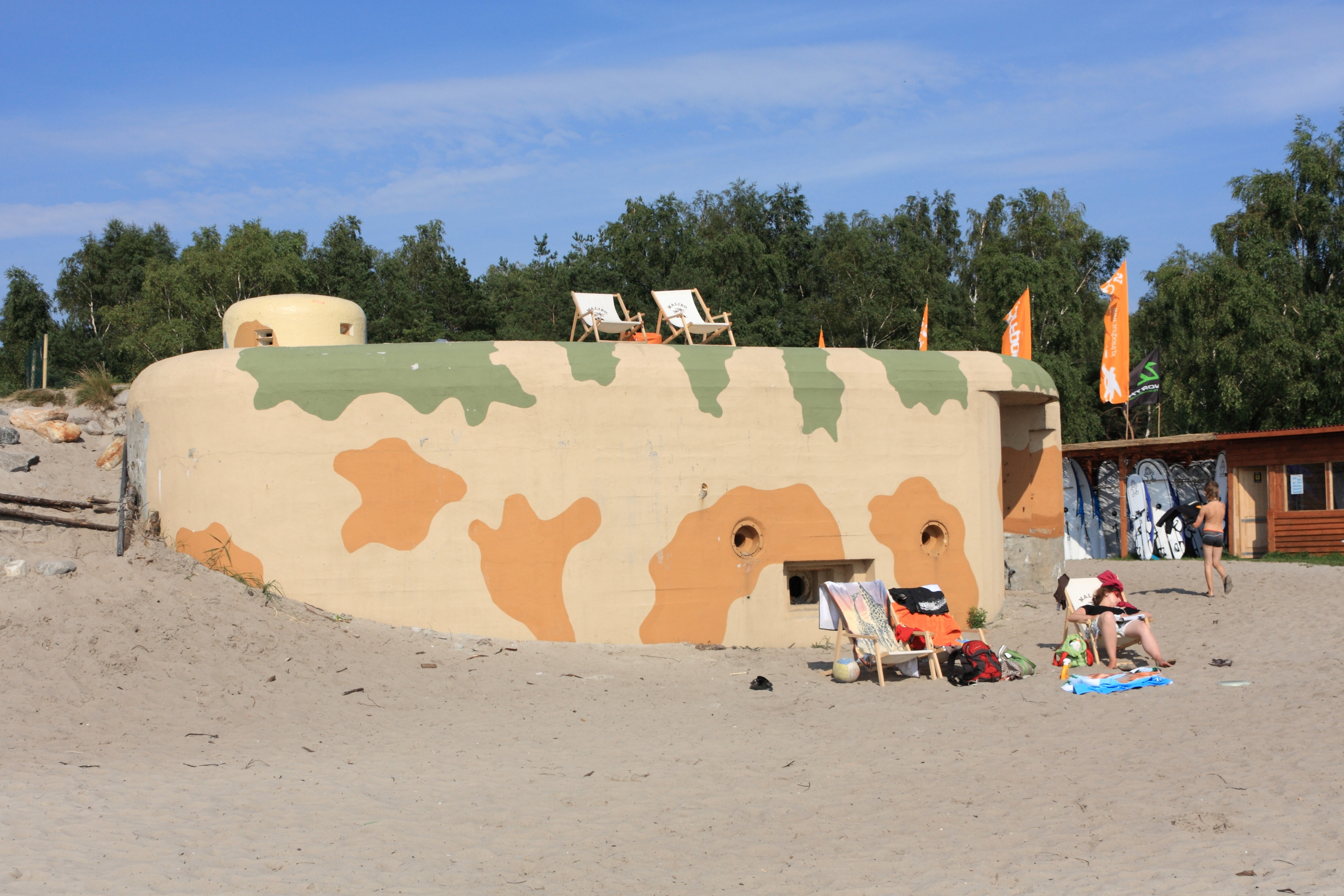
Sokół

### Schrony lekkie
Lekkie schrony były przeznaczone dla pozycji drugiej linii Ośrodka Oporu Jastarnia. Grubość ścian zewnętrznych 40-120 cm. Konstrukcja była odporna na pojedyncze trafienie pociskiem kalibru 155 mm i wielokrotne trafienie pociskami o kalibrze do 105 mm. Uzbrojenie schronu składało się z jednego ckm-u, strzelającego ogniem bocznym. W celu obrony wejścia do schronu, wykonano dwie strzelnice przeznaczone dla broni ręcznej. Schron składał się tylko z izby bojowej. Budowę schronów rozpoczęto w połowie sierpnia 1939 roku i planowano postawienie czterech obiektów. Do momentu rozpoczęcia wojny, został wybudowany tylko jeden. W przypadku pozostałych prace ograniczyły się do przygotowania fundamentów.

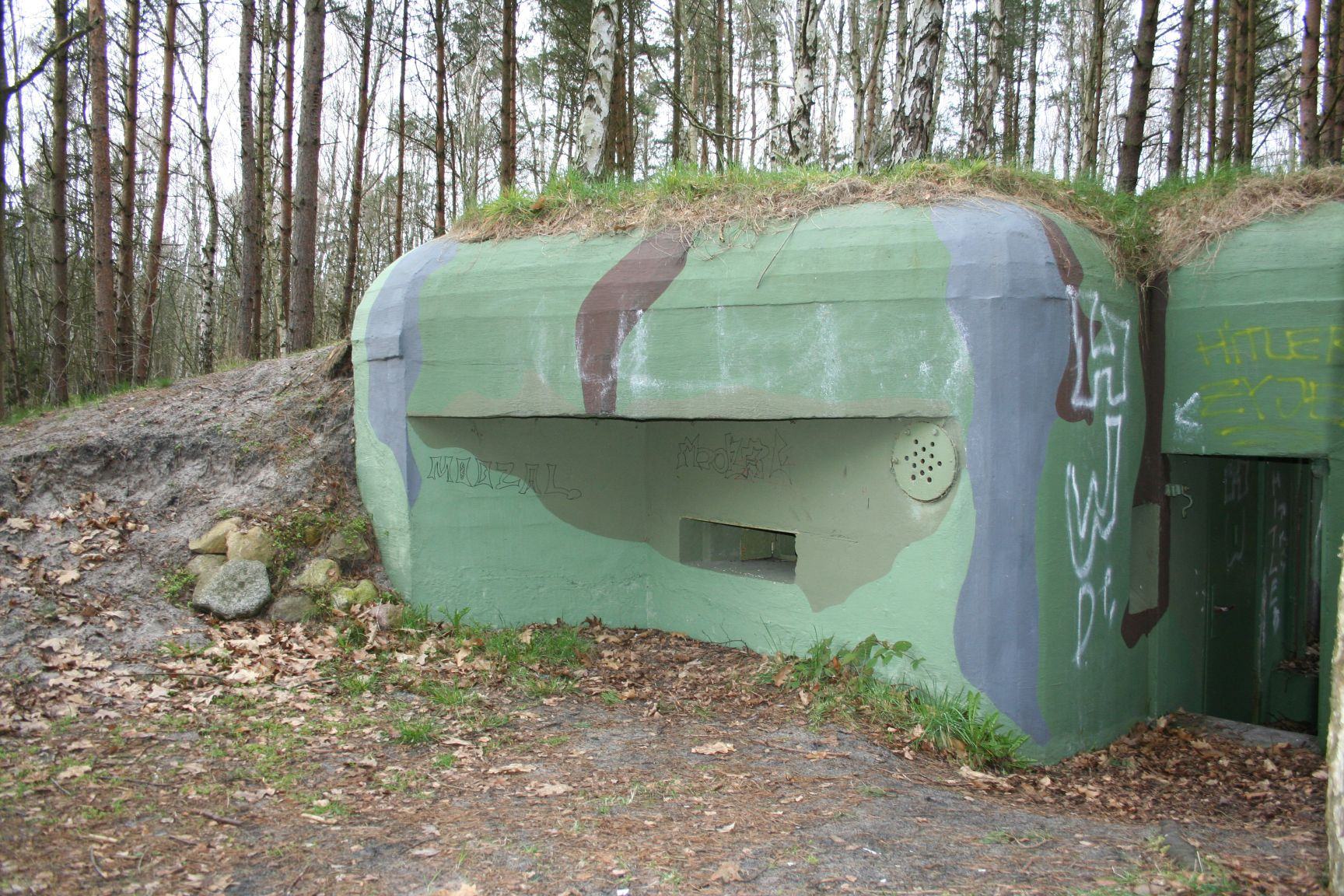
Schron lekki – strzelnica
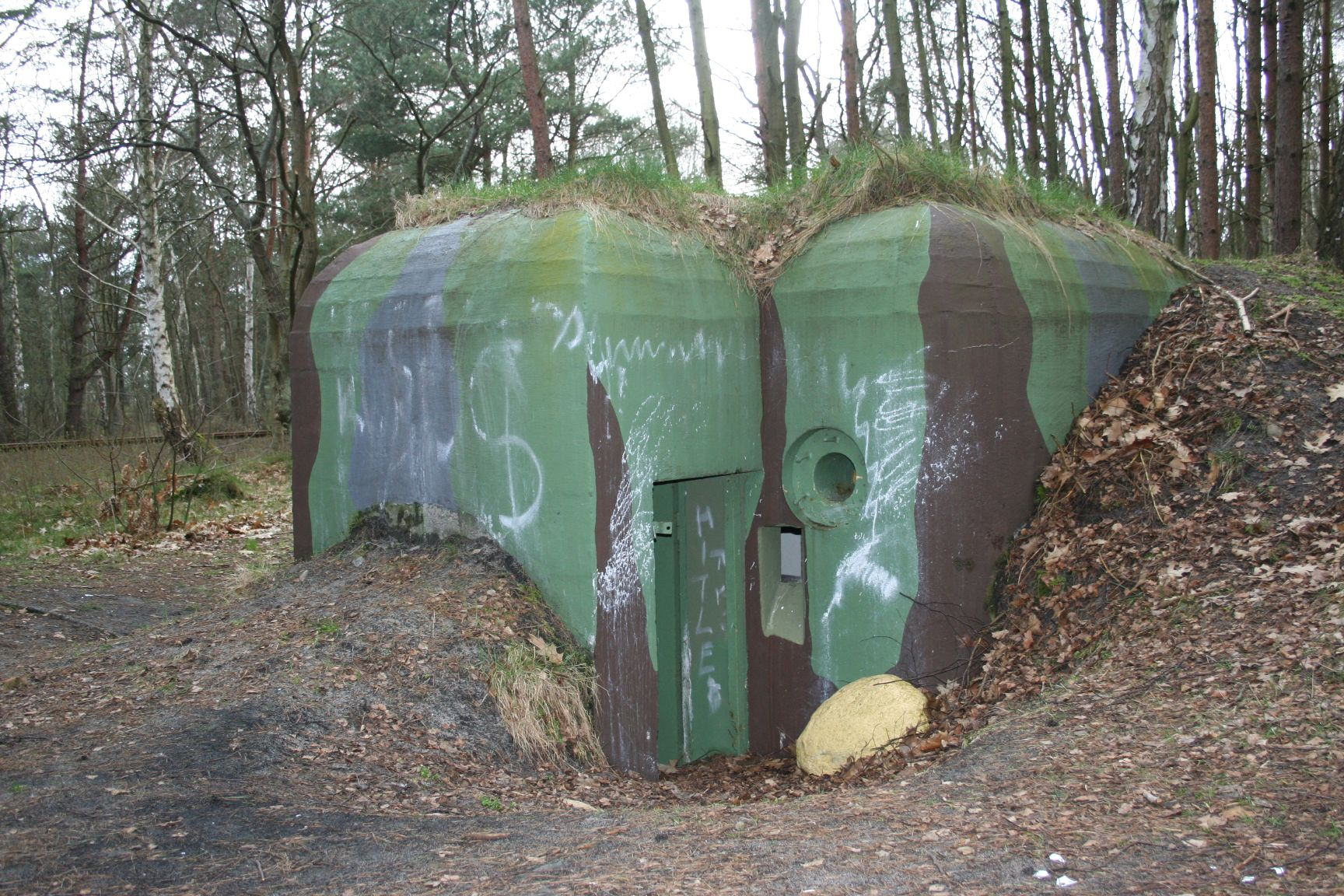
Schron lekki – wejście
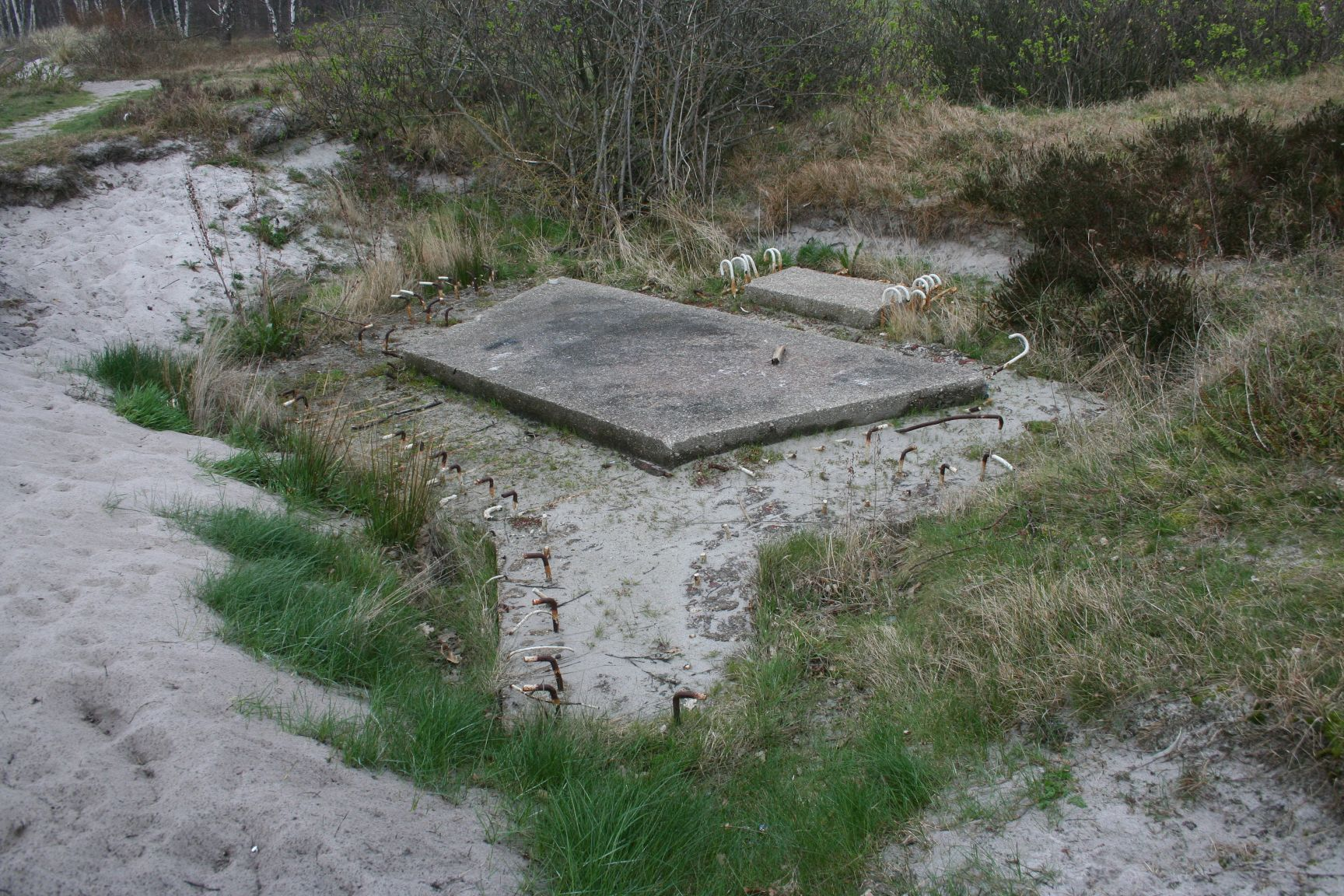
Schron lekki – fundament

## Stan obecny

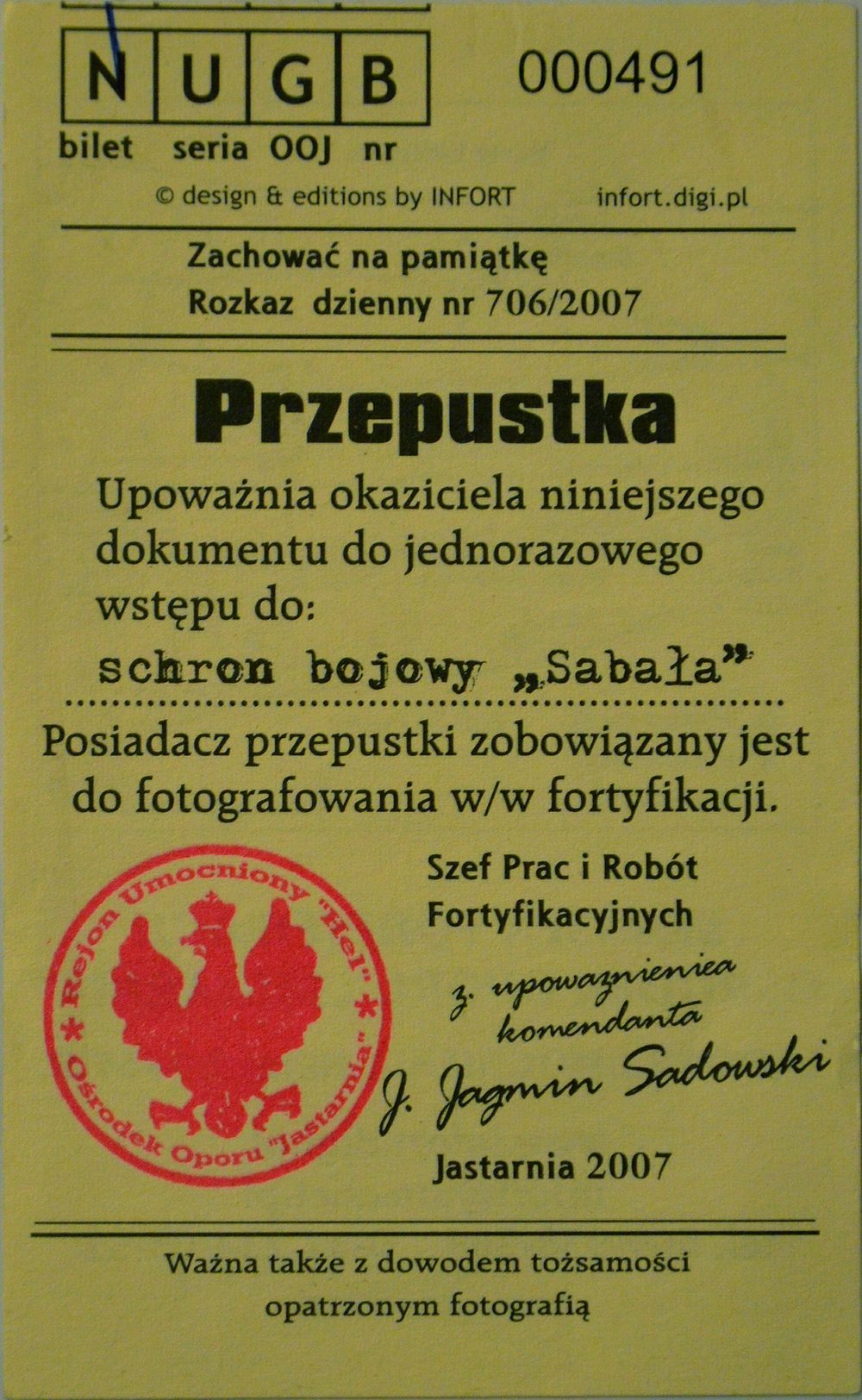
Bilet wstępu do schronu „Sabała”

Od roku 2005 funkcjonuje tu Skansen Fortyfikacji II Rzeczypospolitej im. Kontradmirała Włodzimierza Steyera. Na podstawie projektu „Zagospodarowania dla celów turystycznych polskich fortyfikacji Ośrodka Oporu Jastarnia z 1939 r.” schrony zostały odrestaurowane i powstała ścieżka dydaktyczna. Odtworzono także przeszkody przeciwpancerne i przeciwpiechotne oraz fortyfikacje polowe (okopy). Schrony zostały zamknięte i tylko „Sęp”, położony na plaży morza pozostał otwarty, lecz wnętrze jest zasypane piaskiem. Przy każdym obiekcie skansenu znajduje się tablica informacyjna. Natomiast w schronie-muzeum „Sabała” została otwarta, czynna w okresie letnim, ekspozycja prezentująca wyposażenie i funkcjonowanie fortyfikacji II Rzeczypospolitej. Ekspozycja ta funkcjonuje w myśl zasady „historii żywej” – można dotykać eksponatów.